# Salsiccia Glamorgan
La Glamorgan (in inglese Glamorgan sausage; in gallese Selsig Morgannwg) è una salsiccia vegetariana tradizionale della cucina gallese a base di formaggio (generalmente il Caerphilly), porri e pangrattato. Negli archivi della contea di Glamorgan sono presenti documenti che riportano la ricetta di una versione prodotta con carne di maiale. La versione vegetariana si è diffusa durante la seconda guerra mondiale quando la carne era difficile da reperire ed è prodotta in modo industriale da almeno due aziende. Esistono anche delle varianti in cui i porri sono sostituiti da cipolle o che prevedono l'uso di spezie e tipi di formaggio diversi.

## Storia
Prende il nome dalla contea storica di Glamorgan, nel Galles ma l'origine del preparato è sconosciuta. Durante una ricerca condotta presso gli archivi di Glamorgan a Leckwith è emerso che esiste almeno una ricetta tradizionale in cui è previsto l'uso della carne. In una ricetta rinvenuta in un quaderno datato tra il 1795 e il 1813 di un John Perkins di Ty-draw, Llantrithyd, era previsto l'uso di una libbra (0,45 kg) di carne magra di maiale e una libbra di grasso di maiale. Anche la speziatura era diversa dalle versioni moderne, prevedendo l'uso di chiodi di garofano, salvia e zenzero.
La prima menzione scritta di queste salsicce è quella di George Borrow nel suo libro Wild Wales pubblicato nel 1862. Le descrisse come "non inferiori a quelle di Epping"; le salsicce di Epping erano salsicce a base di carne senza pelle. Borrow visitò la località di Y Gwter Fawr (ora noto come Brynamman) e si suppone che il luogo in cui assaggiò le salsicce sia il Tregib Arms.
Le inserzioni sui giornali che promuovono la vendita delle salsicce di Glamorgan iniziano a comparire a partire dal 1869, la prima inserzione è quella di Henry S. Hammond, un macellaio di Cardiff, e fu pubblicata sul Western Mail il 15 dicembre. Hammond continuò a fare pubblicità negli anni successivi e nel 1873 sostenne che la domanda era tale da richiedere la produzione di salsicce su base oraria. Faceva inoltre riferimento ad altri produttori di salsicce che le preparavano con giorni di anticipo rispetto alla vendita. La pubblicità chiarisce che le salsicce erano fatte con "carne di prima scelta di maiale alimentato a latte".
Si ritiene che le salsicce Glamorgan fossero originariamente preparate con il formaggio Glamorgan, che non viene più prodotto a causa della quasi estinzione del bestiame Glamorgan. La loro popolarità è aumentata durante la seconda guerra mondiale a causa del razionamento che limitava il consumo di carne. In un libro di cucina edito dal Welsh Gas Board negli anni 1950 le salsicce sono menzionate ma non è specificato il tipo di formaggio da utilizzare.